# Скородум (Великоустюзький район)
Скороду́м (рос. Скородум) — присілок у складі Великоустюзького району Вологодської області, Росія. Входить до складу Трегубовського сільського поселення.

## Населення
Населення — 6 осіб (2010; 16 у 2002).
Національний склад (станом на 2002 рік):
- росіяни — 94 %